# Jules Cambon
Jules-Martin Cambon (Paris, 5 de abril de 1845 — Vevey, 19 de setembro de 1935) foi um diplomata francês.
Foi eleito para a cadeira 40 da Academia Francesa, em 1918.

## Biografia
Iniciou carreira como advogado (1866), serviu na Guerra Franco-Prussiana e integrou-se no serviço civil em 1871. Foi prefeito do departamento do Norte (1882) e do departamento do Ródano (1887-1891), e em 1891 foi designado Governador-geral da Argélia, onde tinha servido já em postos de menor relevância em 1874.
Foi nomeado embaixador da França em Washington em 1897, e nessa condição trabalhou na preparação dos documentos preliminares para o acordo de paz entre Espanha e Estados Unidos depois da Guerra Hispano-Americana de 1898. Foi um dos que contribuíram para a assinatura do Tratado de Paris de 1898. O seu trabalho nas negociações permitiu fortalecer as relações políticas entre Espanha e França.
Em 1902 foi nomeado embaixador em Madrid, e em 1907 em Berlim, onde permaneceria até ao início da Primeira Guerra Mundial em 1914. Durante o conflito chefiou a secção política do Ministério francês dos Negócios Estrangeiros. Foi membro da Academia Francesa. O seu irmão Paul Cambom foi também notável diplomata.